# トーハツ

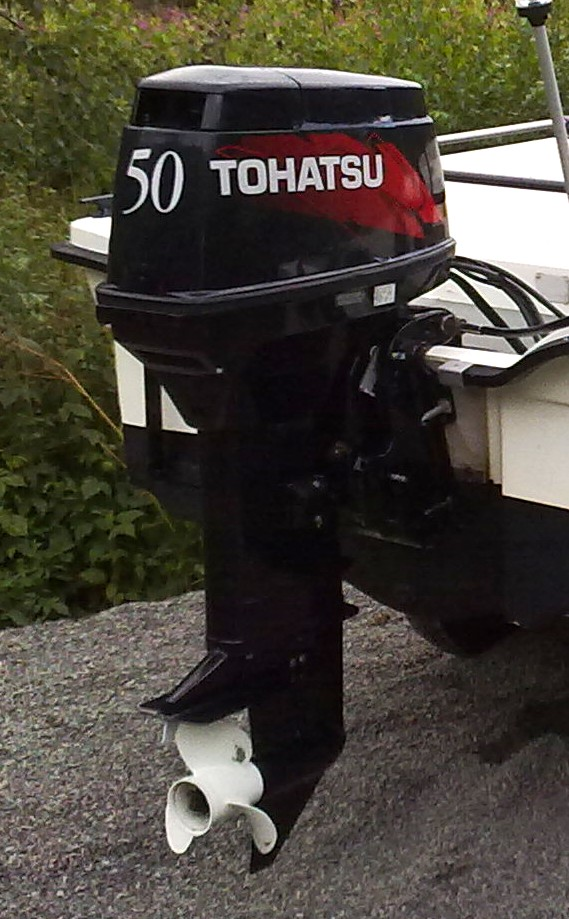
トーハツ50馬力船外機（2007年）

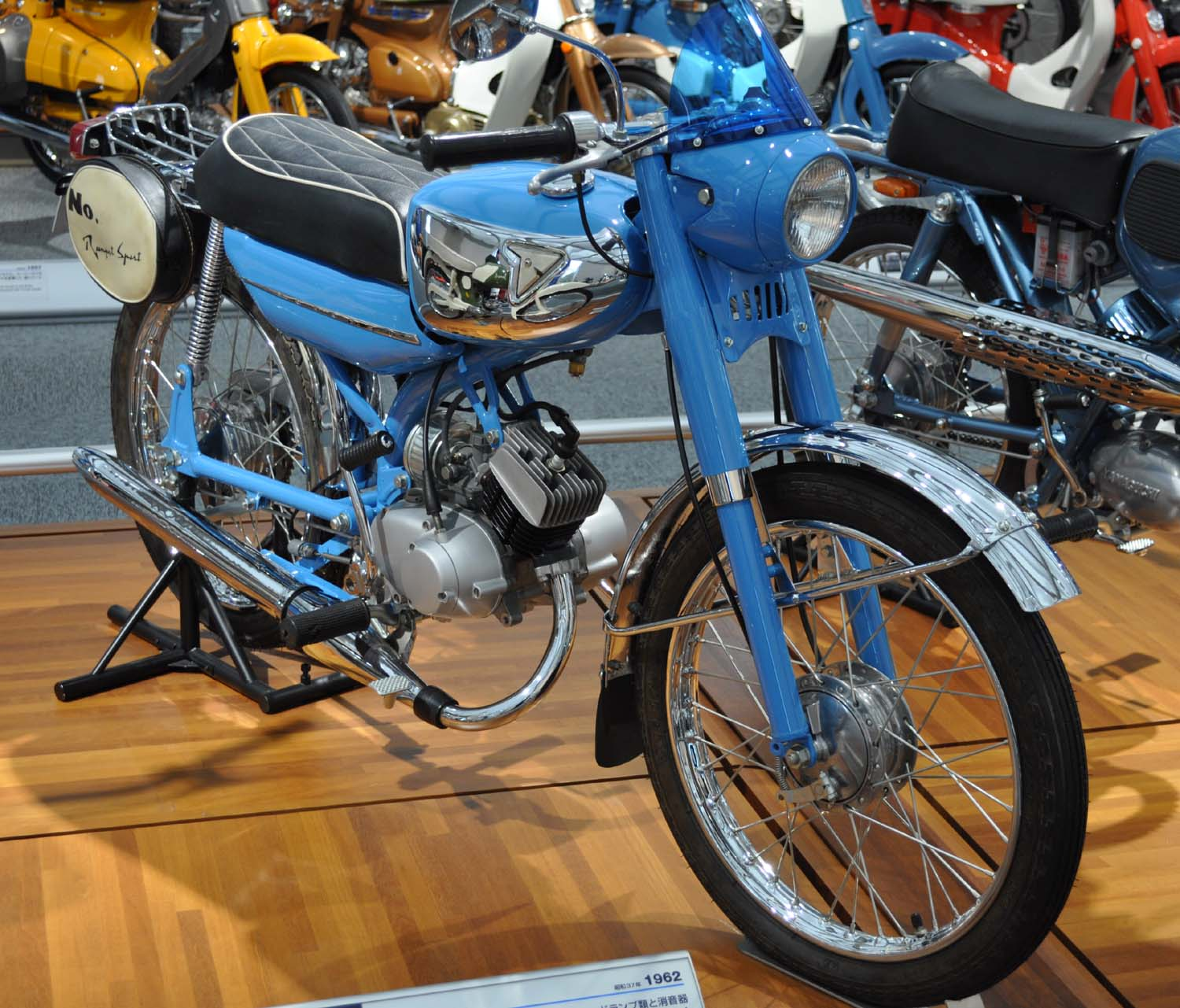
トーハツ・ランペットスポーツCA2（1962年）

トーハツ株式会社（Tohatsu Corporation）は、東京都板橋区に本社を置く、船外機、消防ポンプを主に生産販売している日本の製造業者。
旧社名の「東京発動機」時代は「トーハツ」ブランドのオートバイメーカーとして知られた。1955年にはオートバイの生産台数でトップとなり、オートバイレースで連戦連勝を記録するなど、本田技研工業（ホンダ）を凌ぐ日本一のオートバイメーカーであった。しかし、この年を境に売上の8割を占めるまでになっていた二輪車事業がシェア争いから脱落したことで経営不振に陥り、筆頭株主であった富士電機製造が経営を掌握するも業績が改善せず、1964年に会社更生法の適用を決定した。

## 概要
内燃機関の専門家であった高田益三によって1922年（大正11年）に設立された「タカタモーター研究所」（東京市京橋区）が前身である。発動機付揚水ポンプを生産し、逓信省他に納入した。タカタモーター企業社、タカタモーター製作株式会社を経て、1932年（昭和7年）に株式会社に改組、1939年（昭和14年）、「東京発動機株式会社」と名を改めた。
後にオートバイメーカーとして名を馳せることになる同社であるが、第二次世界大戦前は2ストロークガソリンエンジンを主力とし、軍の発電用エンジンを主に生産、軍管理工場となった。戦後は国鉄・漁業・農業向けエンジン等を生産し、1949年（昭和24年）には日本最初の可搬型の消防ポンプを発売した。オートバイ事業に着手したのはホンダより若干遅く、1950年（昭和25年）に前輪駆動のバイクモーター（自転車取り付けエンジン。モペッド参照）「トーハツ・パピー」を発売したが、カブには敵わず、本格的なオートバイを指向することとなった。
初めて世に出たトーハツの本格的なオートバイは1953年（昭和28年）のPK53型であった（2ストローク単気筒98cc）。このモデルは性能が良く、安価であった。ベストセラー車は翌1956年（昭和31年）のPK56型（空冷2ストローク単気筒123 cc）である。
1955年度（昭和30年度）には販売業績で日本一となった。当時は、国内メーカーが100社以上撤退する不景気に直面していたが、トーハツは飛ぶ鳥を落とす勢いで成長しており、経営体質が弱かったシェア2位のホンダの成増工場の買収にも乗り出した。買収は失敗に終わるが、このことは後の技術競争に影を落とすこととなった。
ホンダは1952年から1954年にかけて行った巨額の設備投資と楽観的資金繰りで危機に陥っていたが、藤沢武夫による徹底した合理化と増産禁止により体質を改善。1957年にホンダが全国統一価格の発表および10 - 15％の価格引き下げを伴って増産に打って出ると、これがトーハツを直撃した。加えて、ホンダと同様に高性能車（スポーツ車）を市場へ投入する鈴木自動車工業（現・スズキ）とヤマハ発動機（ヤマハ）の急追で、トーハツのシェアは1960年に3.9%にまで落ちた（ホンダ48.1%、スズキ11.5%、ヤマハ9.6%）。顧客層の性格から実用車重視でスポーツ車の投入に遅れを取り、その後シェアを回復できなかった東京発動機は1964年（昭和39年）に倒産、会社更生法の適用を受けた。
トーハツはオートレース用オートバイ（競走車）も手がけ、1950年（昭和25年）に船橋オートレース場ができた時から参加し、100 ccクラスでは圧倒的な強さを見せた。
会社更生法適用後は、本社を板橋に移し、トーハツ株式会社として船外機（1956年発売。日本で最初）、消防ポンプ（1949年発売。日本で最初）、消防車、輸送用冷凍冷蔵車の冷凍機等の開発・生産を続けており、可搬型消防ポンプでは50%以上の市場占有率を誇る。